# Tigranes (general de Cosroes II)
Tigranes foi um oficial sassânida do final do século VI e começo do VII, ativo durante o reinado do xá Cosroes II (r. 590–628).

## Nome
Tigranes (Tigrānēs; Τιγράνης, Tigránēs) é a forma latina e grega surgida do persa antigo *Tigrana (*Tigrāna) e do acadiano Tigranu (𒋾𒅅𒊏𒉡, Tīgranu). Hračʻya Ačaṙyan propôs que derivou por haplologia de *tigrarāna, supostamente significando "lutar com flechas" (cf. o persa antigo 𐎫𐎡𐎥𐎼𐎠𐎶, ⁠tigrām, “pontiagudo”, acusativo singular feminino), que Ačaṙyan entendeu que derivou do avéstico 𐬙𐬌𐬖𐬭𐬀 (tiγra, "flecha") e sânscrito तिग्म (tigmá, "pontiagudo") e do avéstico 𐬭𐬇𐬥𐬀 (rə̄na, "batalha, luta") e sânscrito रण (raṇa, "batalha")). Ele também comparou o grego antigo Tigrapates (Τιγραπάτης, Tigrapátēs, literalmente “mestre das flechas”) e, para a haplologia, o nome avéstico 𐬬𐬍𐬭𐬁𐬰 (vīrāz) de *vīra-rāz-. J̌ahukyan considerou a explicação improvável. É mais provável que decorra do iraniano antigo Tigrana (*Tigrāna-), uma formação patronímica com o sufixo *-āna- do nome *Tigra (*Tigrā-; lit. “delgado”), refletido no elamita Tigra (𒋾𒅅𒊏, Tīgra) e acadiano Tigra (𒋾𒅅𒊏𒀪, Tīgraʾ), da palavra discutida acima para "pontiagudo". O nome foi tardiamente registrado em armênio como Tigrã (Տիգրան, Tigran).

## Vida

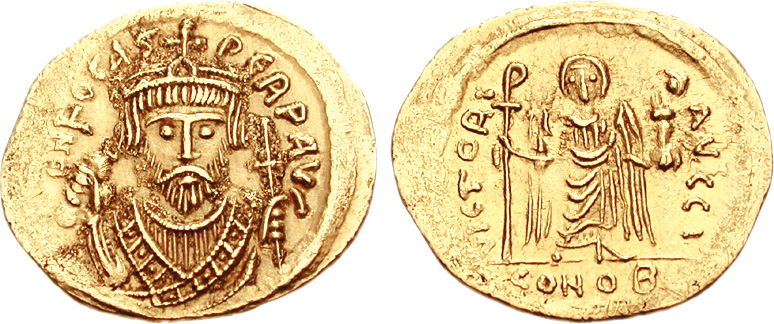
Soldo de Focas r.

Sua existência é atestada apenas na História de Taraunitis de João Mamicônio, obra considerada não fiável, e autores como Christian Settipani põe dúvida a sua existência. Aparece no início do reinado do imperador Focas (r. 602–610), quando era zorapetes e o xá Cosroes II (r. 590–628) envia-o com 20 mil contra Taraunitis. Tão logo chegou em Apaúnia, convocou Simbácio I que enviou seu filho Vaanes III para ver o que queria. Após tomar ciência do que o general persa queria, Vaanes envia uma resposta a seu pai:
| “ | Tigranes muitas vezes prometeu coisas boas, e muitas coisas más. Mas ele exige os restos do príncipe Musel e de seu pai Vaanes, bem como os restos da esposa de Vactangue e seu filho a quem Varazes matou em batalha'. Caso contrário', diz ele, 'eu irei para o lugar sagrado para sua fé, eu arrancarei e arruinarei isto e tornarei sua igreja em um templo de fogo e levarei você para a corte real.' Agora, isso é o que ele disse: 'Quer vir através de Astianena.' Eu irei junto com ele. Enquanto isso, reúna nossas forças, vá à igreja de São Precursor e implora aos clérigos que rezem por nós. Fica bem no Senhor. | ” |
|   | — João Mamicônio, História de Taraunitis, capítulo III. |   |

Simbácio foi e reuniu as tropas - 9 040 homens. Eles foram e acamparam em Astianena numa aldeia chamada Gire num lugar bem regado. Tigranes veio e acampou em Honanqueque e enviou a Simbácio, dizendo: "Venha a mim sem medo e aceite de mim tesouros e grandeza. Eu colocarei uma coroa em sua cabeça e o tornarei o marzobã da Armênia. Só me dê os ossos de Musel e Vaanes". Mas Simbácio agarrou os emissários e, aquecendo um cuspe de ferro para incandescê-lo, colocou-o como uma coroa na testa do chefe dos emissários, dizendo: "Espere! Deixe-me ver que presentes receberei para o seu amor desde que coroei você". Então ordenou que todos os homens que vieram com o chefe dos emissários fossem tomados, e os armênios cortaram cabeças até a sexta hora do dia.
Simbácio foi à montanha chamada Esremavair e acampou em frente a Tigranes. Assim que chegou a noite, seu filho Vaanes levantou-se e cortou a cabeça do filho de Tigranes e dos 3 príncipes que estavam na mesma tenda. Tomando suas cabeças, foi a seu pai. Então retornou ao mesmo lugar e secretamente entrou sob a aba da tenda de Tigranes. Agora, quando Tigranes viu a espada nua na mão de Vaanes, não se atreveu a chamar a atenção de ninguém, pensando que queria roubar o equipamento. Mas Vaanes de repente pegou um travesseiro, rapidamente jogou-o na boca de Tigranes e atacou-o. Outro servo de Vaanes entrou na tenda e cortou a cabeça de Tigranes. Então ele reuniu todos os móveis, pedras preciosas e espadas escolhidas e partiu. As tropas armênias ficaram encantadas e ofereceram grandes graças a Deus. De manhã, os persas procuraram Tigranes e seu filho e encontraram seus corpos penhasco abaixo.